# Lappula microcarpa
Lappula microcarpa là loài thực vật có hoa trong họ Mồ hôi. Loài này được (Ledeb.) Gürke mô tả khoa học đầu tiên năm 1897.